# 马干 (文明)
马干（英语：Magan，或 Makkan）是一个古代地名，公元前2300年被苏美尔人用楔形文字记录。公元前550年是美索不达米亚的铜和闪长岩的来源之一。
马干的位置至今仍不清楚，但大部分考古证据表明，马干位于今天的阿曼境内。一些考古学家则认为它位于也门南部的麦因地区， 还有考古学家认为它在上埃及南部（努比亚、苏丹地区），或是在伊朗、巴基斯坦境内。
随着印度河地区贸易的衰落，马干的铜在市场上逐渐被古塞浦路斯的铜取代。
在古提王朝建立前，马干和乌尔之间经常有贸易往来，但在之后贸易逐渐衰落，乌尔第三王朝建立后，乌尔纳姆恢复了两地之间的商路与贸易活动（前21世纪）。